# Withamsville (Ohio)
Withamsville es un lugar designado por el censo ubicado en el condado de Clermont en el estado estadounidense de Ohio. En el Censo de 2010 tenía una población de 7021 habitantes y una densidad poblacional de 869,69 personas por km².

## Geografía
Withamsville se encuentra ubicado en las coordenadas 39°3′46″N 84°16′51″O / 39.06278, -84.28083. Según la Oficina del Censo de los Estados Unidos, Withamsville tiene una superficie total de 8.07 km², de la cual 8.07 km² corresponden a tierra firme y (0%) 0 km² es agua.

## Demografía
Según el censo de 2010, había 7021 personas residiendo en Withamsville. La densidad de población era de 869,69 hab./km². De los 7021 habitantes, Withamsville estaba compuesto por el 94.9% blancos, el 1.44% eran afroamericanos, el 0.2% eran amerindios, el 1.47% eran asiáticos, el 0.03% eran isleños del Pacífico, el 0.51% eran de otras razas y el 1.45% pertenecían a dos o más razas. Del total de la población el 1.77% eran hispanos o latinos de cualquier raza.